# Walafrido Strabo
Walahfrid Strabo o Walahfrid von der Reichenau, latinizado Walafridus Strabo, españolizado Walafrido o Walafredo Estrabón (Suabia, 808 - 18 de agosto de 849), filósofo, teólogo, botánico y poeta carolingio alemán.

## Biografía
Quizá conocido como Strabo por su estrabismo, fue monje benedictino y discípulo y continuador de la obra de Rabano Mauro y se formó en la célebre abadía de Fulda, en Germania. En 838 sucedió como abad del monasterio de Reichenau a Erlebold y allí escribió dos de sus obras: Liber de visionibus Wettini (hacia 825), un poema en hexámetros en que se describe un viaje al otro mundo, y el tratado de botánica Liber De Cultura Hortorum concluido hacia 827, que testimonia su amor hacia las plantas tanto como su poema Hortulus, en que describe las flores y plantas del jardín conventual, muchas de ellas medicinales. Su prestigio como hombre sabio fue tal que le nombraron preceptor del príncipe imperial Carlos, hijo del emperador carolingio Luis el Piadoso, hijo pequeño de Carlomagno.
Escribió también numerosas homilías, biografías de hombres santos o hagiografías y un importante tratado de historia litúrgica, el Libellus de exordiis... in observationibus ecclesiasticis rerum (MGH Capit. Reg. Franc. II y Patrología latina, t. 114), conocido también como De rebus ecclesiasticis. Prologó numerosas obras, entre las cuales destaca la Vita Ludovici imperatoris de Thégan y la Vita Karoli Magni o Vida de Carlomagno de Eginhardo. Sin embargo se le recuerda sobre todo como autor de la Glossa ordinaria, en la que recogió las explicaciones alegóricas medievales que se daban a los textos de la Biblia. Esta obra, que era anónima, fue acreditada como suya por Johannes Trithemius, abad de Sponheim (1462-1516), y alcanzó un éxito extraordinario durante toda la Edad Media en que fue utilizada como libro de texto, o al menos de consulta, en la mayor parte de las escuelas monásticas y episcopales. Al igual que su maestro, y siguiendo una tradición que viene desde la Patrística, a través de Isidoro de Sevilla y Beda el Venerable, Strabo prefería la interpretación alegórica de la Biblia, algo que será moneda corriente en la tradición teológica cristiana hasta el Concilio de Trento.

## Obras
- De cultura hortum: Über den Gartenbau, Reclam, Stuttgart, 2002 ISBN 3-15-018199-2
  - Codex Vaticanus Reginensis Latinus 469 (C)
  - Codex municipii Lipsiensis Rep. I n. 53 (L)
  - Codex Vaticanus Palatinus Latinus 1519 (K)
  - Codex Monacensis Latinus 666 (M)
- Strabi Galli, poeta et theologie doctissimi, ad Grimaldum Coenobii S. Galli abbatem Hortulus, Wiedeń 1510; reprint Monachium, 1926; reprint Reichenau, 1974
- Strabi Fuldensis monachi, poetae suavissimi, quondam Rabani Mauri auditoris, Hortulus, nuper apud Helvetios in S. Galli monasterio repertus, qui carminis elegantia tam est delectabilis quam doctrinae cognoscendarum quarundam herbarum varietate utilis, Nütnberg, 1512; Bazylea, 1527; Freiburg, 1530.
- Visio Wettini o Die Visionen Wettis; Einführung, Mattes, Heidelberg, 2004 ISBN 3-930978-68-7
- Vita (III) S. Galli.
- Vita sancti Otmari (Vida de San Othmar, abad de Saint Gall)
- Libellus de exordiis et incrementis quarundam in observationibus ecclesiasticis rerum reimpreso por Alice L. Harting-Correa. Brill, Leiden u. a. 1996, ISBN 90-04-09669-8
- Metrum Saphicum
- Zwei Legenden. Mammes der christliche Orpheus; Blathmac der Märtyrer von Ioan, Thorbecke, Sigmaringen, 1997 ISBN 3-7995-0441-9
- Glossa ordinaria. Hay edición moderna: Biblia Latina cum Glossa Ordinaria, facsímil reimpreso de la editio princeps de Adolph Rusch de Estrasburgo 1480/81, introd. Karlfried Froehlich y Margaret T. Gibson (Brepols: Turnhout, 1992).
- Carmen De Sancto Michaele [atribuida]
- De Maria Virgine
- De Subversione Jerusalem
- Epitaphium Geroldi Comitis [atribuida]
- Epitome Commentariorum Rabani In Leviticum
- Expositio In Quatuor Evangelia
- Expositio In Viginti Primos Psalmos
- Homilia In Initium Evangelii Sancti Matthaei
- Hortulus Ad Grimaldum Monasterii Sancti Galli Abbatem
- Hymnus De Agaunensibus Martyribus
- Hymnus De Natali Domini
- Picturae Historiarum Novi Testamenti
- Sermo In Festo Sanctorum Omnium [atribuida]
- Versus In Aquisgrani Palatio Editi
- Vita Metrica Sancti Leodegarii Episcopi Et Martyris
- Vita Metrica Sancti Leodegarii Episcopi Et Martyris [atribuida]
- Vita Operaque [Ex Fabr Bibl]
- Vita Sancti Blaitmaici Abbatis Hiiensis Et Martyris
- Vita Sancti Galli Abbatis In Alamannia
- Vita Sancti Mammae Monachi
- Vita Sancti Othmari Abbatis San Gallensis